# Esclat oxidatiu
Un esclat oxidatiu (anomenat també esclat respiratori) és l'alliberament ràpid d'espècies reactives de l'oxigen (radical superòxid i peròxid d'hidrogen) de diferents tipus de cèl·lules.
Habitualment, es refereix a l'alliberament d'aquests compostos químics de cèl·lules immunitàries, com ara neutròfils i macròfags, quan entren en contacte amb bacteris o fongs. També són alliberats de l'òvul dels animals superiors després que aquest hagi estat fertilitzat. Aquestes substàncies també poden ser alliberades de les cèl·lules vegetals.
Els esclats oxidatius tenen un paper important en el sistema immunitari. És una reacció crucial que té lloc dins els fagòcits per a desintegrar partícules i bacteris internalitzats.
Les NADPH oxidases, una família d'enzims de la vasculatura (especialment en malalties vasculars), produeixen superòxid, que es recombina espontàniament amb altres molècules per produir radicals lliures. El superòxid reacciona amb NO, resultant en la formació de peroxinitrit, reduint el NO bioactiu necessari per a dilatar les arterioles terminals, alimentar les artèries i les artèries de resistència. L'anió de superòxid, el peroxinitrit i altres espècies reactives de l'oxigen també poden provocar patologies per la peroxidació de proteïnes o lípids, o per l'activació de cascades de senyalització sensibles redox i la nitrosilació de proteïnes. S'ha suggerit que l'activació de les NADPH oxidases depèn d'una activació anterior de la PKC. La mieloperoxidasa utilitza un d'aquests radicals lliures, el peròxid d'hidrogen, per a produir àcid hipocloròs. Molts estímuls vasculars, incloent-hi tots els que se sap que porten a una resistència a la insulina, activen les NADPH oxidases per mitjà d'un augment de l'expressió gènica i mecanismes complexos d'activació.